# Barfi!
Barfi! (बर्फी!) è un film del 2012 diretto da Anurag Basu.

## Trama
Barfi è una persona sorda che ne combina di tutti i colori, si mette nei guai, ma si innamora di una delle donne, che nonostante la sua classe sociale, cioè la sua casta, non gli permette di coronare il suo amore, nonostante la sua sordità.

## Riconoscimenti
Nel 2013 è stato designato come film indiano proposto per l'Oscar al miglior film straniero ma non è giunto tra i finalisti candidati ai Premi Oscar 2013. Tuttavia ha vinto tantissimi premi tra cui un Asian Film Awards e sette Filmfare Awards.